# زودعيات
زودعيات أو  أو عائلة الخنافس النملية (الاسم العلمي: Anthicidae)، فصيلة حشرات خنفسية من رتبة غمديات الأجنحة. تضم أكثر 3500 نوعًا ضمن حوالي 100 جنس.